# Nacho Huett
Ignacio José Suárez Huett, más conocido como Nacho Huett (9 de marzo de 1972), es un actor de la televisión venezolana, casado con la actriz María Alejandra Espejo.
Se ha destacado en el género de las telenovelas, donde comenzó con la exitosa producción de Marte Televisión La llaman Mariamor que le abrió camino para participar en numerosos dramáticos venezolanos. Entre sus últimos trabajo destaca su participación en la telenovela de Venevisión Los secretos de Lucía, donde interpretó a Oswaldo Orbajan "Orejas". En el 2016 vuelve a Venevisión para trabajar en la telenovela Entre tu amor y mi amor.

## Biografía
Nacho Huett se inició en el mundo de la actuación con las telenovelas La llaman Mariamor, Hoy te vi, Carita pintada, Angélica Pecado, La soberana, La mujer de Judas, Trapos íntimos, La Invasora, El desprecio, Dr. G y las Mujeres, Mi prima Ciela y Calle Luna, Calle Sol.
Ha aparecido en obras teatrales como El Libro de la Selva, El Submarino Amarillo, Jojo Saltimbanqui, Cuentos del sábado, El Paseo de Buster Keaton, Reveron Artista con Barba y Pumpa, El Príncipe Constante, Vesícula de nácar, Troyanas, Marilyn, la última pasión, El Milagro de la Rosa, Show Time, El amor de visita, Preguntas, Hipólito Velado, C.I.N.K.O., De todos modos, La casa de Bernarda Alba, Prometeo encadenado, La Celestina, Geranio, Relatos borrachos y La ratonera.
En cine ha participado en los largometrajes Los fantasmas de Sol, Sin cobertura, Viandantes, Una hora menos en Canarias, Patas arriba y La ley.
Como músico y compositor ha trabajado para las obras teatrales: Aladino y La Lámpara Maravillosa, Relatos íntimos, Julieta Somos Otros Romeo, Al final del viaducto, El Milagro de la Rosa, Preguntas, Yamal el anticuario, La llave, Fido y Fito, Pecados confesos, Profana noche, Hipólito Velado, C.I.N.K.O., El público, Prometeo Encadenado, Cuerpos en solo, Geranio, La lección de Pirita, Relatos borrachos y Palabras encadenadas.
Huett no solo ha laborado como músico y compositor para la obras de teatro, sino también para Telenovelas, series y cine como la serie juvenil Ángeles y arcángeles, Hoy te vi, el cortometraje El otro, La ceguera de los caminos, Viandantes, Dance Of The Thoughts, A Dream For Love, telenovela Toda una dama, Cocinero al límite y Nacer contigo.
Nacho por su gran trayectoria como actor, compositor y músico, ha recibido varios premios como: Premio Municipal de Teatro por la obra Hipólito Velado (2003), Premio Municipal de Teatro por la obra El público (2005), Premio Municipal de Teatro por la obra de teatro La Celestina (2007), Premio Mara por su interpretación en la telenovela El desprecio y Premio El Universo del Espectáculo como villano del año.

## Telenovelas
- 1996: La llaman Mariamor
- 1998: Hoy te vi - Iván José Gómez Pereira
- 1999: Carita pintada - Abdul Pabuena
- 1999: Mariú - Alfredo Vicario
- 2000: Angélica Pecado - Lucas
- 2001: La soberana - Ángel Ozores
- 2002: Trapos íntimos - Ricardo "Ricky" Pinzón
- 2002: La mujer de Judas - Ismael Agüero Del Toro
- 2003: La Invasora - Guillermo
- 2006: El desprecio - Edilio Velandró Lara-Portillo
- 2007: Mi prima Ciela - Cristóbal Acosta
- 2009: Calle Luna, Calle Sol - Rafael Eduardo Mastronardi García "Rafa"
- 2010: Los Caballeros Las Prefieren Brutas II
- 2013: Los secretos de Lucía - Oswaldo Orbajan "Orejas"
- 2014: Nora - Pedro
- 2014: La virgen de la calle - Humberto Rivas Molina
- 2016: Entre tu amor y mi amor- Padre Ramón Echezuría
- 2017: El Comandante